# لونینتس
لونینتس (به لاتین: Luninets) یک منطقهٔ مسکونی در بلاروس است که در منطقه بریست واقع شده‌است. لونینتس ۵۵ کیلومتر مربع مساحت و ۲۳٬۶۰۸ نفر جمعیت دارد.